# Кубок ПФЛ Украины 2009 (зима)
Кубок ПФЛ Украины 2009 (зима) (укр. Кубок ПФЛ України 2009 (зима)) — 1-й розыгрыш Кубка ПФЛ Украины. Проводился с 2 по 3 марта 2009 года. 
Победителем стала студенческая сборная Украины, обыгравшая в финале сборную команду игроков группы «Б» второй лиги чемпионата Украины со счётом 2:1.

## Регламент
- В рамках «Кубка ПФЛ» соревновались четыре сборные: первой, второй лиги (две команды) и студенческая.
- Возраст участников соревнований — не старше 23 лет.
- Место проведения соревнований — спортивный манеж ФК «Княжа».
- В первый соревновательный день (2 марта) в первом полуфинале в 15:00 встретились сборная второй лиги группы «А» со студенческой сборной Украины. В 18:00 встретились сборная первой лиги и сборная второй лиги группы «Б».
- 3 марта в 11:00 неудачники полуфиналов сошлись в матче за третье место. Финал «Кубка ПФЛ» прошёл в 14:00.
- Победитель турнира получил памятный Кубок[1].

## Спонсоры
Спонсорами первого розыгрыша Кубка ПФЛ выступили компании «Диадора» и «Укрспецтрейд».

## Участники
- Сборная команда первой лиги: Микуш («Энергетик»), Киктев («Закарпатье»), Ревуцкий, Худобяк (оба — «Прикарпатье»), Кива («Севастополь»), Колесник, Погорельцев, Тукач (все — «ИгроСервис»), Сирота, Герасименко, Никитин, Лысюк (все — «Александрия»), Чангелия, Яворский (оба — «Оболонь»), Чабак («Десна»), Федорчук («Волынь»).
Главный тренер — Юрий Коваль.
- Сборная второй лиги группы «А»: Баглай («Арсенал» БЦ), Кинах, Гергелюк, Сергийчук (все — «Верес»), Паськив, Драган, Басараб (все — «Нива» В), Вирковский, Сокил, Путраш (все — «Нива» Т), Наликашвили, Дорогань (оба — «Рось»), Белов (ЦСКА), Найко, Адаменко, Бовтрун, Казаков, Колодяжний, Дуда, Сиринник (все — «Нафком»).
Главный тренер — Олег Федорчук.
- Сборная второй лиги группы «Б»: Савченко, Тарануха (оба — «Олком»), Лещенко, Емельянов (оба — «Арсенал» Х), Климентовский, Козлов (оба — «Титан» А), Климов, Волошин (оба — «Кремень»), Новицкий, Путивцев, Котелюх, Березовский (все — «Звезда»), Шарко («Горняк-Спорт»), Шевченко, Хомченовский, Сикульский (все — «Олимпик» Д).
Главный тренер — Игорь Жабченко.
- Студенческая сборная Украины
Главный тренер — Владимир Лозинский[1].

## Матчи

### Полуфиналы
1-й полуфинал
| Группа «А» второй лиги                                             | 1:1 протокол | Украина (студ.)                  |
| Дорогань 22′ (пен.) · Сергийчук 38' (пен.) · Кинах 36' · Сокил 81' | Голы         | Поздеев 35′ (пен.) · Поздеев 38' |

| | Составы | | |
| Вирковский, Драган, Найко, Козаков, Гергелюк, Кинах, Адаменко 54' (Бовтрук 54'), Басараб, Паськив 46' (Колодяжный 46'), Дорогонь 63' (Сокил 63'), Сергийчук · Главный тренер: Олег Федорчук |         | Бахтияров, Гаврилишин 46' (Ферук 46'), Бут 46' (Гитун 46'), Мельничук, Темеривский, Крахмалюк 46' (Боришкевич 46'), Гребинский, Репа 46' (Варченко 46'), Блажко 75' (Весемский 75'), Поздеев, Охременко 68' (Колонифа 68') · Главный тренер: Владимир Лозинский · | Бахтияров, Гаврилишин 46' (Ферук 46'), Бут 46' (Гитун 46'), Мельничук, Темеривский, Крахмалюк 46' (Боришкевич 46'), Гребинский, Репа 46' (Варченко 46'), Блажко 75' (Весемский 75'), Поздеев, Охременко 68' (Колонифа 68') · Главный тренер: Владимир Лозинский · |

| Серия пенальти:                                 |     |                                                    |
| Найко : · Гергелюк : · Колодяжный : · Бовтрук : | 1:3 | : Поздеев · : Боришкевич · : Варченко · : Колонифа |

2-й полуфинал
| Первая лига                                                   | 1:2 протокол | Группа «Б» второй лиги                                                              |
| Микуш 7′ · Дручик 8' · Никитин 58' · Колесник 70' · Чабак 81' | Голы         | Сикульский 78′ · Климов 89′ · Козлов 9' · Путивцев 30' · Волошин 41' · Вечтомов 60' |

| | Составы | | |
| Чангелия 46' (Чабак 46'), Кива, Худобяк 46' (Сирота 46'), Ревуцкий 46' (Герасименко 46'), Никитин, Кинаш, Погорельцев 46' (Воронченко 46'), Карковский, Дручик, Горбатко, Микуш · Главный тренер: Юрий Коваль |         | Карабин 46' (Левченко 46'), Новицкий 27' (Вечтомов 27'), Сикульский, Путивцев, Клементовский, Шибко, Волошин, Козлов, Хомченовский, Климов, Шарко · Главный тренер: Игорь Жабченко · | Карабин 46' (Левченко 46'), Новицкий 27' (Вечтомов 27'), Сикульский, Путивцев, Клементовский, Шибко, Волошин, Козлов, Хомченовский, Климов, Шарко · Главный тренер: Игорь Жабченко · |

### За 3-е место
| Группа «А» второй лиги                                                | 4:2 протокол | Первая лига                                                                           |
| Дорогань 14′ (пен.) · Сергийчук 21′ 45′ · Николаев 63′ · Дорогань 73' | Голы         | Ревуцкий 66′ · Колесник 83′ · Карковский 22' · Дручик 30' · Худобяк 72' · Никитин 76' |

| | Составы | | |
| Вирковский 46' (Наликашвили 46'), Драган 46' (Козаков 46'), Найко, Гергелюк, Путраш, Колодяжный, Дорогань, Бовтрук, Кинах, Басараб 36' (Николаев 36'), Сергийчук · Главный тренер: Олег Федорчук |         | Тукач 46' (Чангелия 46'), Горбатко, Дручик, Погорельцев, Никитин, Карковский, Кинаш, Колесник, Сирота 46' (Ревуцкий 46'), Лисюк, Худобяк · Главный тренер: Юрий Коваль · | Тукач 46' (Чангелия 46'), Горбатко, Дручик, Погорельцев, Никитин, Карковский, Кинаш, Колесник, Сирота 46' (Ревуцкий 46'), Лисюк, Худобяк · Главный тренер: Юрий Коваль · |

### Финал
| Украина (студ.)                       | 1:2 протокол | Группа «Б» второй лиги       |
| Боришкевич 18′ · Гитул 47' · Репа 85' | Голы         | Лещенко 30′ · Сикульский 83′ |

| | Составы | | |
| Бахтияров, Темеривский, Ферук, Гитун, Гребинский, Крахмалюк, Боршкевич, Блажко, Варченко, Поздеев, Колонифа 46' (Репа 46') · Главный тренер: Владимир Лозинский |         | Карабин, Клементовский, Лещенко, Волошин, Сикульский, Шибко, Вечтомов, Козлов, Климов, Хомченовский, Шарко Главный тренер: Игорь Жабченко | Карабин, Клементовский, Лещенко, Волошин, Сикульский, Шибко, Вечтомов, Козлов, Климов, Хомченовский, Шарко Главный тренер: Игорь Жабченко |

## Бомбардиры
| #    | Футболист           | Команда                | Голы (пен.) |
| ---- | ------------------- | ---------------------- | ----------- |
| 1—3  | Артём Сикульский    | Группа «Б» второй лиги | 2           |
| 1—3  | Роман Дорогань      | Группа «А» второй лиги | 2 (2)       |
| 1—3  | Михаил Сергийчук    | Группа «А» второй лиги | 2           |
| 4—11 | Александр Поздеев   | Украина (студ.)        | 1 (1)       |
| 4—11 | Тарас Микуш         | Первая лига            | 1           |
| 4—11 | Василий Климов      | Группа «Б» второй лиги | 1           |
| 4—11 | Михаил Николаев     | Группа «А» второй лиги | 1           |
| 4—11 | Николай Ревуцкий    | Первая лига            | 1           |
| 4—11 | Евгений Колесник    | Первая лига            | 1           |
| 4—11 | Владимир Боришкевич | Украина (студ.)        | 1           |
| 4—11 | Максим Лещенко      | Группа «Б» второй лиги | 1           |